# Districtul Namutumba
Districtul Namutumba  este una dintre cele 80 unități administrativ-teritoriale de gradul I ale Ugandei.